# Dendronephthya inconfusa
Dendronephthya inconfusa is een zachte koraalsoort uit de familie Nephtheidae. De koraalsoort komt uit het geslacht Dendronephthya. Dendronephthya inconfusa werd in 1962 voor het eerst wetenschappelijk beschreven door Tixier-Durivault & Prevor. 